# 三斤王
三斤王（さんきんおう、465年? - 479年）は百済の第23代の王（在位:477年 － 479年）であり、先代の文周王の長子。諱・諡は伝わらない。『三国史記』百済本紀・三斤王紀の分注には壬乞王、『三国遺事』王暦には三乞王、『日本書紀』雄略天皇紀には文斤王とも記される。477年9月に先王が暗殺され、三斤王がわずか13歳で即位した。
文周王は兵官佐平（軍事担当の1等官）の解仇の放った刺客によって暗殺されたが、三斤王が即位した後も王が幼少であるため、解仇が軍事及び政治の一切の権限を握った。しかし翌478年、解仇は恩率（3等官）の燕信とともに大豆城（忠清北道清州市）に拠って反乱を起こしたので、三斤王は佐平の真男、続いて徳率（4等官）の真老を派遣して討伐させた。解仇は殺されたが、燕信は高句麗に亡命したので、燕信の妻子は首都熊津の市で斬首された。その後、大豆城を斗谷（現在地は不明）に移したことと日食・旱害を記すだけで、三斤王の治績記事は残っておらず、在位3年目の479年11月に死去した。
先王を殺害した解仇がその後も権限を握ったことについては、当時の百済が貴族連合体制にあって解仇がその頂点にいたためと推測されている。また解仇の反乱・討滅については、原因は不明ながらも貴族連合体制の中での権力闘争により解氏から真氏へと権力が移ったものと見られている。（→井上訳注1983 p.371）